# Polígono das secas

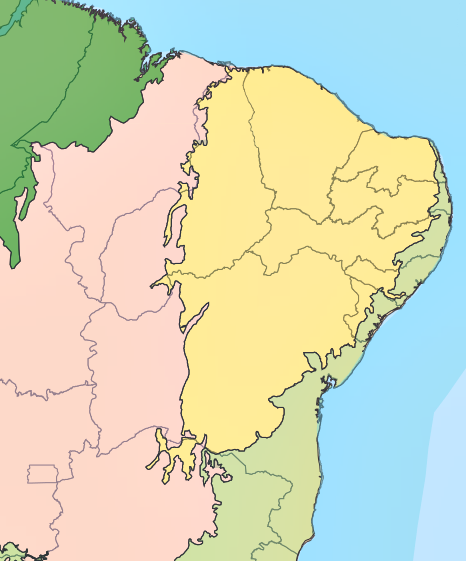
Biomas do Nordeste do Brasil. Na cor amarela a caatinga, onde há uma maior incidência de secas.

Os 1.342 municípios que formam o polígono das secas são aqueles relacionados no Manual de Preenchimento da DITR, situados nos Estados de Alagoas, Bahia, Ceará, Minas Gerais, Paraíba, Pernambuco, Piauí, Rio Grande do Norte e Sergipe, compreendendo grande parte do Nordeste brasileiro geoeconômico. É reconhecida pela legislação como sujeita a repetidas crises de prolongamento das estiagens e, consequentemente, objeto de especiais providências do setor público.
Constitui-se de diferentes zonas geográficas, com distintos índices de aridez. Em algumas delas o balanço hídrico é acentuadamente negativo, onde somente se desenvolve a caatinga hiperxerófila sobre solos delgados. Em outras, verifica-se balanço hídrico ligeiramente negativo, desenvolvendo-se a caatinga hipoxerófila. Existem também áreas de balanço hídrico positivo e presença de solos bem desenvolvidos. Contudo, na área delimitada pela poligonal, ocorrem, periodicamente, secas anômalas que se traduzem na maioria das vezes em grandes calamidades, ocasionando sérios danos à agropecuária nordestina e graves problemas sociais.

## Legislação

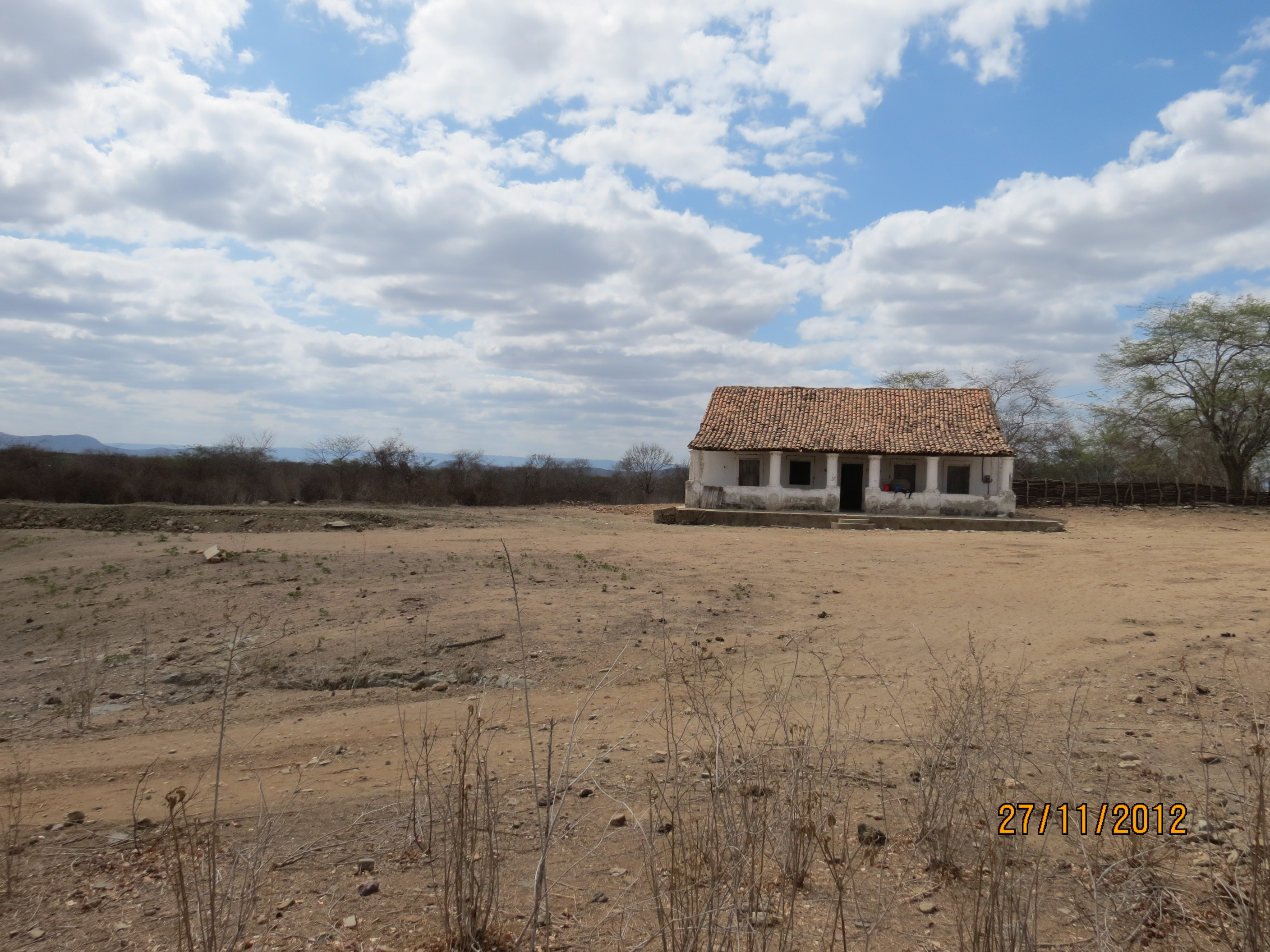
Casa de Fazenda abandonada em Cariré, Ceará.

O Polígono das Secas foi criado por uma lei, de 13 de setembro de 1946, mas, somente a partir do Decreto-Lei nº 63.778, de 11 de dezembro de 1968, foi regulamentada a inclusão de municípios no Polígono das Secas.
No entanto, pela Lei nº 1.348, de 10 de fevereiro de 1951, a área do Polígono sofreu revisão dos seus limites. Depois a Lei nº 4.239, de 27 de julho de 1963, estatuiu que o município criado com desdobramento de área de município incluído no Polígono das Secas, será considerado como pertencente a este para todos os efeitos legais e administrativos. De outra parte, a lei nº 4.763, de 30 de agosto de 1965, incluiu o município de Vitória da Conquista.
E finalmente, o Decreto-Lei de nº 63.778, de 11 de dezembro de 1968, delegou ao Superintendente da SUDENE a competência de declarar, observada a legislação específica, quais os municípios pertencentes ao Polígono das Secas. Esse Decreto-Lei regulamentou e esclareceu que a inclusão de municípios no Polígono, somente ocorreria para aqueles criados por desdobramento de municípios anteriormente incluídos total ou parcialmente, no mesmo Polígono, quando efetuados até a data da lei regulamentar, ou seja, de 30 de agosto de 1965 onde foi declarada como lei.
Em 19 de dezembro de 1997, o Conselho Deliberativo da SUDENE (extinta em 2001) com a Resolução nº 11.135, aprovou a atualização da relação dos municípios pertencentes ao Polígono das Secas, incluindo aqueles que foram criados por desmembramento até janeiro de 1997.
Em 2005, a nova Nova Delimitação do semiárido Brasileiro ampliou os critérios de inclusão dos municípios, por considerar insuficiente o índice pluviométrico apenas. Os critérios passaram a ser:
- precipitação pluviométrica média anual inferior a 1000 milímetros;
- índice de aridez de até 0,5 calculado pelo balanço hídrico que relaciona as precipitações e a evapotranspiração potencial, no período entre 1961 e 1990
- risco de seca maior que 60%, tomando-se por base o período de 1970 até os dias atuais.

Estão inclusos 317 municípios, além dos 1.031 anteriores. A área do semiárido passou a ser 969.589,4 quilômetros quadrados, sendo o maior aumento registrado em Minas Gerais: 51,7% do estado passaram a integrar o semiárido.
Esta nova delimitação tem a finalidade de nortear as políticas públicas do governo federal, sobretudo as aplicações do Fundo Constitucional de Financiamento do Nordeste – FNE.

## Área de abrangência
O Polígono abrange oito estados nordestinos - o Maranhão é a única exceção -, além da área de atuação da SUDENE em Minas Gerais, com 121.490,9 km², e compreende as áreas sujeitas repetidamente aos efeitos das secas. Já o Semiárido ocupa 841.260,9 km² de área no Nordeste,nas regiões do Agreste e Sertão nordestinos e outros 54.670,4 km² em Minas Gerais e caracteriza-se por apresentar reservas insuficientes de água em seus mananciais, nas regiões do Agreste e Sertão Nordestinos.
Atualmente, o Polígono das Secas, segundo a Resolução nº 11.135 do Conselho Deliberativo da SUDENE, todos esses estados compreendem uma área de 1.108.434,82 km², correspondentes a 1.348 municípios, distribuídos pelos Estados do Piauí (214), Ceará (180), Rio Grande do Norte (161), Paraíba (223), Pernambuco (145), Alagoas (51), Sergipe (32), Bahia (256) e Minas Gerais (86).

## Causas das secas
As causas das secas têm proporção planetária e são influenciadas por diversos fatores, dentre os quais vale destacar: diferença de temperatura superficial das águas do Atlântico Norte, que são mais quentes, e do Sul, frias; deslocamento da Zona de convergência intertropical para o Hemisfério Norte, em épocas previstas para permanência no Sul.
Acreditava-se que a topografia acidentada do Planalto da Borborema era responsável pela seca, impedindo a passagem da umidade, porém, devido sua altitude relativamente baixa (média de 300m, com picos de 1.200m), essa teoria é insuficiente para explicar as causas da seca.[carece de fontes?]

## O fenômeno das secas
As secas podem ser classificadas em hidrológicas, agrícolas e efetivas. A hidrológica carateriza-se por uma pequena, mas bem distribuída, precipitação. As chuvas são suficientes apenas para dar suporte à agricultura de subsistência e às pastagens.
A seca agrícola, também conhecida como seca verde, acontece quando há chuvas abundantes, mas mal distribuídas em termos de tempo e espaço. A seca efetiva ocorre quando há baixa precipitação e má distribuição de chuvas, tornando difícil a alimentação das populações e dos rebanhos e impossibilitando a manutenção dos reservatórios de água para consumo humano e animal.
O Nordeste já enfrentou secas assim em 1983, quinto ano consecutivo da estiagem que assolou a Região a partir de 1979. O ano de 1993, quarto de inverno irregular, também trouxe um longo período de seca para os nordestinos. Nesta época, houve falência total das lavouras e esgotamento das reservas hídricas.
O Semiárido, onde se pratica agricultura de sequeiro, é a área mais duramente atingida pelas estiagens prolongadas. Mas não é apenas o Semiárido que sofre com os efeitos da seca. O fenômeno atinge também a área canavieira e cacaueira e até as serras úmidas. Com toda esta abrangência, agrava-se a situação econômica regional e ocorre a crescente descapitalização do homem do campo.
A alta pressão atmosférica na parte central nordestina dissipa as massas de ar, impossibilitando a concentração de umidade causando por grande parte a seca no nordeste brasileiro.